# Língua rutul

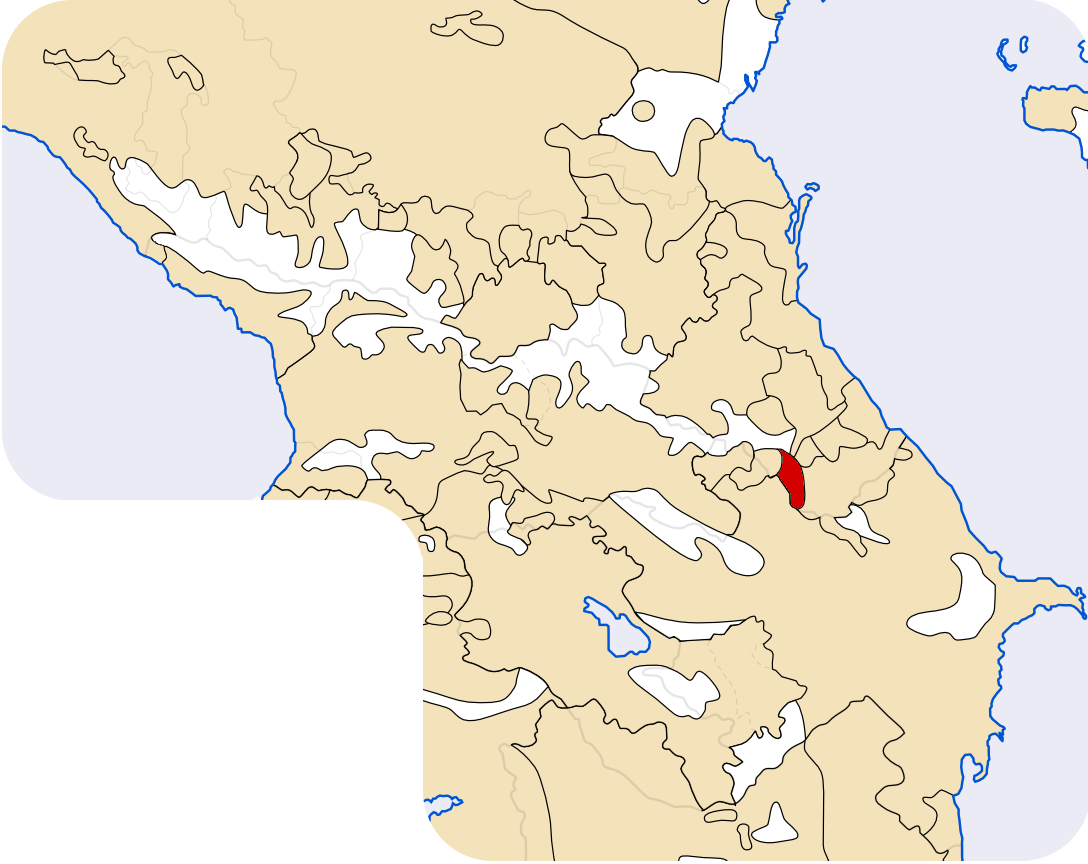
Rutuls étnicos no Cáucaso

O rutul (myxʼabišdy čʼel) é uma língua falada pelos rutuls, um grupo étnico que vive no Daguestão, (Rússia) e algumas partes de Azerbaijão. A palavra rutul deriva-se do nome de uma vila do Dagestão onde é falada essa língua.
Os falantes são cerca de 29.400 no Daguestão e tão somente 100 no Azerbaijão.

## Classificação
O rutul pertence ao grupo lezgui das línguas caucasianas do nordeste.

## Extinção
O rutul é uma  língua ameaçada de extinção  classificada como "definitivamente ameaçada" conforme o  Livro Vermelho das Línguas Ameaçadas da UNESCO

## História
O termo Rutul foi usada pela primeira vez no século XV para designar o povo falante das línguas Lézgicas no que são hoje o sul das Daguestão e  em  Shaki (rayon) no Azerbaijão. Passou a ter uso oficial em 1917 e não tinha uma forma escrita até que se adotou uma forma do alfabeto cirílico em 1990. 

## Falantes
Os falantes são em gerl bilíngues ou mesmo multilíngues, falando as línguas azeri, russa, lézgica, São oito os dialetos e dois subdialetos. AAA versão literária ainda está em desenvolvimento. Nas regiões com maior população rutul no Daguestão, a língua é ensinada em escolas do primeiro grau (séria 1ª a 4ª). 

## Alfabeto
A língua rutul usa o alfabeto cirílico próprio, o qual apresenta 51 letras (no russo são 33 letras). Os 18 símbolos adicionais  no alfabeto rutul são compostos por grupos de duas letras do alfabeto original, necessários para a complexa fonologia da língua.
| А а   | АI аI | Б б   | В в   | Г г   | Гъ гъ | Гь гь | ГI гI |
| Д д   | Дж дж | Дз дз | Е е   | Ё ё   | Ж ж   | З з   | И и   |
| Й й   | К к   | Къ къ | Кь кь | КI кI | Л л   | М м   | Н н   |
| О о   | П п   | ПI пI | Р р   | С с   | Т т   | ТI тI | У у   |
| УI уI | Уь уь | Ф ф   | Х х   | Хъ хъ | Хь хь | Ц ц   | ЦI цI |
| Ч ч   | ЧI чI | Ш ш   | Щ щ   | ъ     | ы     | ыI    | ь     |
| Э э   | Ю ю   | Я я   |       |       |       |       |       |

## História
O termo rutul foi usado primeiramente no século XV para designar povos falantes do lezgui que corresponde à atual região do sul do Daguestão e do Azerbaijão (Shaki). Esteve em uso oficial desde após 1917. Rutul não foi uma língua escrita até que o sistema da escrita (baseado no alfabeto cirílico) foi desenvolvido em 1990.
Os falantes nativos são frequentemente bilingues ou multilingues tendo fluência em azeri, lezgui e/ou russo. Há oito dialetos do rutul. A versão literária da língua remanesce no processo do desenvolvimento da escrita. Nas regiões ao sul da Rússia povoadas por rutuls a língua é ensinada nas escolas.

## Línguas relacionadas
Entre as línguas do grupo lezgui, o tsakhur parece ser o mais próximo ao rutul; à exceção dessas duas, há oito línguas no grupo lezgui: lezgui, Língua tabassarão, agul, budugh, kryts, khinalugh, udi e archi.